# Lista okrętów podwodnych Royal Australian Navy
Lista okrętów podwodnych Royal Australian Navy obejmuje 22 okręty podwodne różnych typów, które służyły w Royal Australian Navy od 1914 do dziś.
| Nazwa        | Typ     | Wodowany | Lata służby | Uwagi |
| ------------ | ------- | -------- | ----------- | --- |
| „Collins”    | Collins | 1993     | 1996-       | Pierwszy okręt z liczącej sześć jednostek typu Collins. |
| „Dechaineux” | Collins | 1998     | 2001-       | Czwarty okręt z liczącej sześć jednostek typu Collins, nazwany na cześć kapitana Emile'a Dechaineux.                                                               |
| „Farncomb”   | Collins | 1995     | 1998-       | Drugi okręt z liczącej sześć jednostek typu Collins, nazwany na cześć kontradmirała Harolda Farncomba.                                                             |
| „Rankin”     | Collins | 2001     | 2003-       | Drugi okręt z liczącej sześć jednostek typu Collins, nazwany na cześć dowódcy slupa „Yarra”, komandora podporucznika Roberta Rankina.                              |
| „Sheean”     | Collins | 1999     | 2001-       | Piąty okręt z liczącej sześć jednostek typu Collins, nazwany na cześć bohatersko zmarłego marynarza Teddy'e Sheeana, który zginął na pokładzie korwety „Armidale”. |
| „Waller”     | Collins | 1997     | 1999-       | Trzeci okręt z liczącej sześć jednostek typu Collins, nazwany na cześć kapitana Hectora Wallera.                                                                   |
| „AE1”        | E       | 1913     | 1914-1914   | Pierwszy okręt podwodny w służbie RAN, zniknął bez wieści w czasie patrolu.                                                                                        |
| „AE2”        | E       | 1913     | 1914-1915   | Drugi okręt podwodny w służbie RAN, jako pierwszy okręt podwodny w czasie I wojny światowej sforsował Dardanele.                                                   |
| „J1”         | J       | 1915     | 1919-1924   | Brytyjski okręt HMS „J1” przekazany dla RAN-u. |
| „J2”         | J       | 1915     | 1919-1924   | Brytyjski okręt HMS „J2” przekazany dla RAN-u. |
| „J3”         | J       | 1915     | 1919-1926   | Brytyjski okręt HMS „J3” przekazany dla RAN-u. |
| „J4”         | J       | 1916     | 1919-1924   | Brytyjski okręt HMS „J4” przekazany dla RAN-u. |
| „J5”         | J       | 1915     | 1919-1924   | Brytyjski okręt HMS „J5” przekazany dla RAN-u. |
| „J7”         | J       | 1917     | 1919-1929   | Brytyjski okręt HMS „J7” przekazany dla RAN-u. |
| „K9”         | K VIII  | 1922     | 1943-1955   | Holenderski okręt Hr.Ms. K IX przekazany Australii jako okręt szkolny.                                                                                             |
| „Onslow”     | Oberon  | 1968     | 1969-1999   | Obecnie okręt muzealny w Australian National Maritime Museum w Perth, nazwany na cześć Alexandra Onslowa i miasta Onslow.                                          |
| „Orion”      | Oberon  | 1974     | 1977-1997   | Nazwany na cześć gwiazdozbioru. |
| „Otama”      | Oberon  | 1975     | 1978-1999   | Nazwa pochodzi od aborygeńskiego słowa znaczącego „delfin”. |
| „Otway”      | Odin    | 1926     | 1927-1930   | Po wycofaniu ze służby okręt został przekazany do RN gdzie służył do 1945.                                                                                         |
| „Ovens”      | Oberon  | 1967     | 1969–1995   | Obecnie okręt muzeum w Western Australian Museum. |
| „Oxley”      | Odin    | 1927     | 1927–1931   | W 1931 przekazany do Royal Navy. |
| „Oxley”      | Oberon  | 1965     | 1967–1992   | Fragment dziobu zachowany w Western Australian Maritime Museum |